# 雨上がりの虹のように
「雨上がりの虹のように」（あめあがりのにじのように）は、安倍なつみの12枚目のシングル。2010年9月15日発売。

## 収録曲
1. 雨上がりの虹のように
作詞・作曲：岡村孝子、編曲：萩田光雄
2. 夢をあきらめないで
作詞・作曲：岡村孝子、編曲：萩田光雄
  - 岡村孝子のカバー曲[1]。
3. 雨上がりの虹のように (Instrumental)